# Готське язичництво

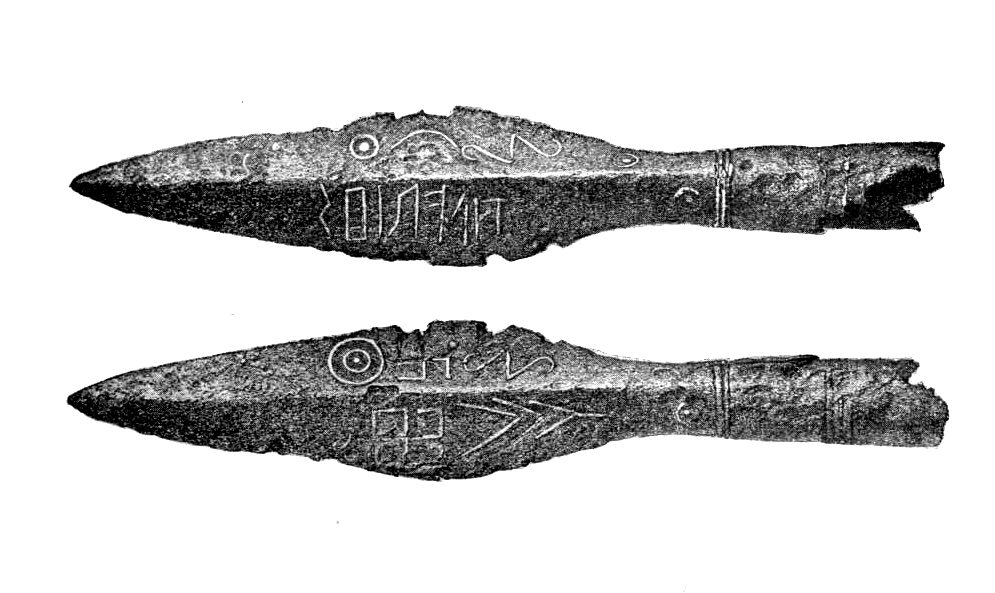
Наконечник із Ковеля, Україна (поч. ІІІ ст.)

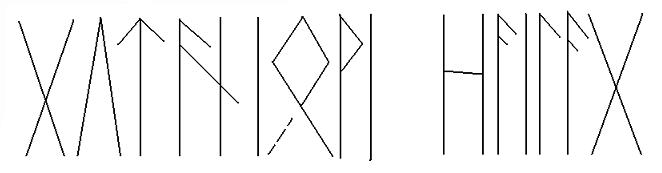
Малюнок напису Старшого Футарка з кільця із П'єтроаси (3 або 4 століття), читається як ᚷᚢᛏᚨᚾᛁᛟᚹᛁ ᚺᚨᛁᛚᚨᚷ (gutani[o]wi hailag). Сьома літера, замінена тут як ᛟ (o), була знищена, коли кільце було розрізано навпіл злодіями в 1875 році. Читання пошкодженої частини є суперечливим, але зрозуміло, що напис починається з назви готів (Gutani) і закінчується словом «святий, священний» (hailag).

Готське язичництво — первісна релігія готів до їхнього навернення в християнство.

## Історія
Готи вперше з'являються в історичних джерелах на початку III століття, а християнізувалися в IV і V століттях. Таким чином, інформація про форми германського язичництва, яку практикували готи до християнізації, обмежена порівняно вузьким і малодокументованим часовим проміжком у III та IV століттях.[джерело?]
Центром готського культу було село або клан (гот. 𐌺𐌿𐌽𐌹, латиніз. Kuni) та ритуальна жертовна трапеза, яку влаштовували мешканці села під керівництвом правителів клану — реїків (гот. 𐍂𐌴𐌹𐌺𐍃, латиніз. reiks). Вони (реїки) вважали себе охоронцями етнічної традиції. Це яскраво проявилося під час готських переслідувань християн у 370-х роках, коли реїк Атанаріх побачив загрозу своєму становищу з боку нової релігії. Він відповів переслідуванням навернених готів, але не християн-іноземців. Згідно з фрагментів «Житія Сави Готського», Сава був страчений за сповідування християнства, а точніше за відмову принести жертву племінним богам, а його супутника, священника Сансаласа, відпустили, бо він був іноземцем.[джерело?]
Після того, як готи оселилися в Скіфії у II столітті, ймовірно, що почався процес етногенезу, і що більшість «готів» III і IV століть насправді не були вихідцями зі Скандинавії, а значною мірою як і у випадку з «гунами» в наступному столітті, вони складалися з неоднорідного населення, яке було об'єднане під назвою «готи» через підпорядкування еліті, сформованій правлячими династіями реїків.[джерело?]
Готська релігія була суто племінною, в якій політеїзм, поклоніння природі та культ предків були одним цілим. Відомо, що готська династія Амали обожнювала своїх предків, Ансісів (споріднене з давньоанглійським ēse, давньоскандинавським æsir), і що Тервінги розпочинали битву піснями на честь своїх предків.[джерело?]
Поступова християнізація частини готського населення досягла переломного моменту в 370-х роках. Міжусобиця між християнським реїком Фрітігерном і язичницьким реїком Атанаріхом спричинила римське військове втручання на боці християн, що призвело до Готської війни (376—382). У 376 році римляни дозволили ряду християнських готів, включаючи єпископів і священників, перетнути Дунай і отримати притулок.[джерело?]

## Релігійні практики
Саме англійське слово god споріднене з готським словом guþ (гот. 𐌲𐌿𐌸), що означає язичницького ідола, ймовірно, дерев'яну статую, подібну до тієї, яку Вінгурік привіз на колісниці, коли закликав готських християн поклонятися племінним богам. Воно стало словом для позначення християнського Бога в готській Біблії, а його граматичний рід змінено з середнього на чоловічий лише в новому сенсі.[джерело?]
Назва самих готів (гот. 𐌲𐌿𐍄𐌸𐌹𐌿𐌳𐌰, Gutþiuda), ймовірно, пов'язана з цим і означає «люди, що наливають, виливають», а guþ — об'єкт акту, тобто ритуальне виливання води, вина, молока або меду на честь богів тощо.
Слова «принести в жертву» і «жертвоприношення» (гот. 𐌱𐌻𐍉𐍄𐌰𐌽, латиніз. blotan і гот. 𐌲𐌿𐌳𐌱𐌻𐍉𐍃𐍄𐍂𐌴𐌹𐍃, латиніз. blostreis), використовувалися в біблійній готиці у значенні «християнське богослужіння» і «християнський священник».[джерело?]
Однією з особливостей, яка відрізняє готичну релігію від усіх інших форм ранньогерманської релігії, є відсутність зброї як поховального інвентарю. Язичницькі могили воїнів у Скандинавії, Англії та Німеччині майже завжди містили зброю, доки ця практика не була припинена християнізацією, язичники-готи, схоже, не відчували потреби ховати своїх померлих зі зброєю. Це могло бути пов'язано з тим, що поховання зі зброєю стали поширеними серед язичницьких народів у 5-6 століттях, можливо, як метод закріплення престижу певних родин за допомогою поховального ритуалу в період зростання економіки і посилення міжгрупової конкуренції, тобто задовго до християнізації готів.
Готська віра у відьом засвідчена історією про галіурун (гот. 𐌷𐌰𐌻𐌾𐍉𐍂𐌿𐌽𐌰, латиніз. haliurun(n)ae (порівняйте англосаксонську hellrúne)), яка була вигнана з племені королем Філімером і згодом поєдналася зі злими духами та породила гунів, які зрештою зруйнували Готську імперію. Вольфрам порівнює неприйняття некромантії чи чаклунства готами з язичницьким скандинавським неприйняттям seiðr фінських чаклунів або шаманів.

## Готські божества
Дуже мало можна сказати з упевненістю про окремих богів, яким поклонялися готи.
У світлі порівняльних свідчень пізніших форм германського язичництва, здається ймовірним, що «германська трійця» Одін (Wodanaz), Тюр (Tīwaz) і Тор (Þunraz) могла мати паралель серед готів, з іменами Гаут (Gaut), Тейвс (Teiws) і Фейрґунейс (Fairguneis).

### Бог війни Тейвс
Готи мали культ бога війни, якого римляни ототожнювали з Марсом, імовірно, спорідненого з прагерманським Tīwaz, який, можливо, називався *Teiws готською мовою, виходячи з назв відповідних букв.[джерело?]
Серед тервінгів, був відомий як Тервінг, міфічний, однойменний предок племені, можливо, пов'язаний також з легендою про втрачений меч Тюрфінґ, «палець» бога Тюра, який при дотику спричиняв раптову смерть його ворогам.[джерело?]

### Гапт та скандинавській Одін
Існував також Гаут або Гапт, родоначальник династії Амали та, ймовірно, однойменний з усім народом «готів». Незрозуміло, чи слід вважати це божество незалежним від щойно згаданих, чи це лише інше ім'я, під яким також був відомий один з них.[джерело?]
Давньоскандинавське Gautr у пізніші століття слугувало іншим іменем Одіна у Скандинавії. Також може бути важливим, що в «Молодшій Едді» сам Одін, як кажуть, прийшов на північ з Чорноморського регіону, званого Туркляндією, земель, які, як дехто вважає, були раніше і пізніше заселені предками готів. Якщо Гапт був первісним предком «ансів», якого пізніше ототожнили з Одіном, то готська літера ансуз (англ. ansuz, aza) може свідчити про його важливість, але це не означає, що можна вважати, ніби Гаут мав ті ж самі атрибути, що й Одін в епоху вікінгів.[джерело?] Це може бути відлунням більш давнього впливу, що стався багато століть тому, коли в археологічних матеріалах можна побачити впровадження степових елементів з ямної культури серед найдавнішого германського культурного горизонту, що породило культуру шнурової кераміки у мідної доби.

### Фейргунейс Інгваз та Донау
Іншого важливого бога, можливо, називали Фейргунейс (вимовляється [fɛːrguːniːs]), якого римляни ідентифікували як Юпітера, а сучасні вчені вважають Тором, але це залежить від точності тлумачення римлянами готської релігії.[джерело?]
Готська літера інґуз (англ. enguz) може вказувати на існування серед готів бога Інґваза (англ. Ingwaz), давнішої назви бога Фрейра, але інших доказів цьому немає.[джерело?]
Нарешті, річку Дунай, можливо, також була обожествлена як *Donaws.[джерело?]